# Costa Rica aux Jeux olympiques d'été de 1988
Le Costa Rica participe aux Jeux olympiques d'été de 1988 à Séoul en Corée du Sud du 17 septembre au 2 octobre 1988. Il s'agit de sa 8e participation à des Jeux d'été.

## Médailles
| Sport                 | Discipline                   | Athlète(s)  | Performance   | Date         |
| --------------------- | ---------------------------- | ----------- | ------------- | ------------ |
| Médaille d'argent : 1 |                              |             |               |              |
| Natation              | 200 mètres nage libre femmes | Silvia Poll | 1 min 58 s 67 | 21 septembre |